# Neues Stadthaus (Berlin)

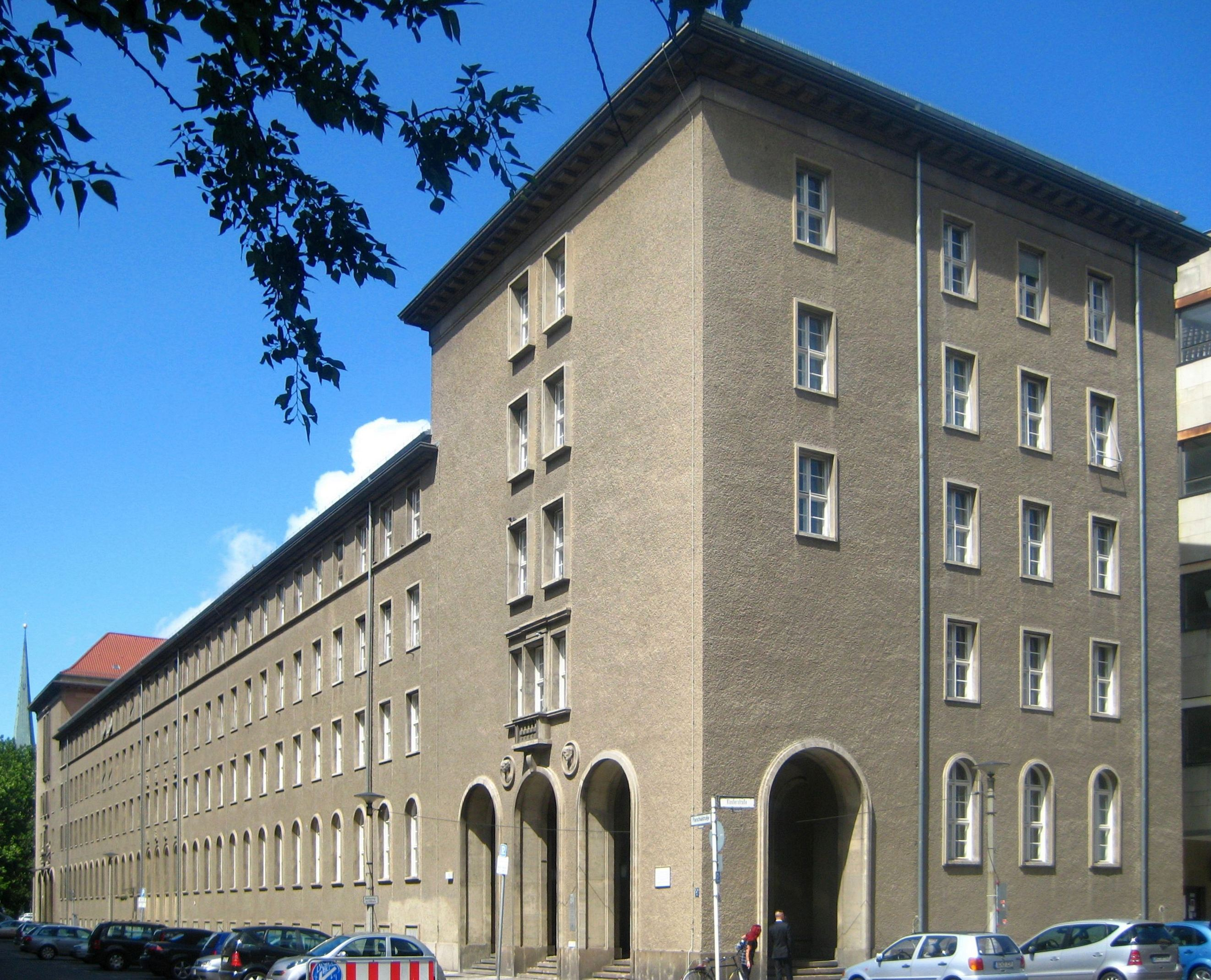
Neues Stadthaus

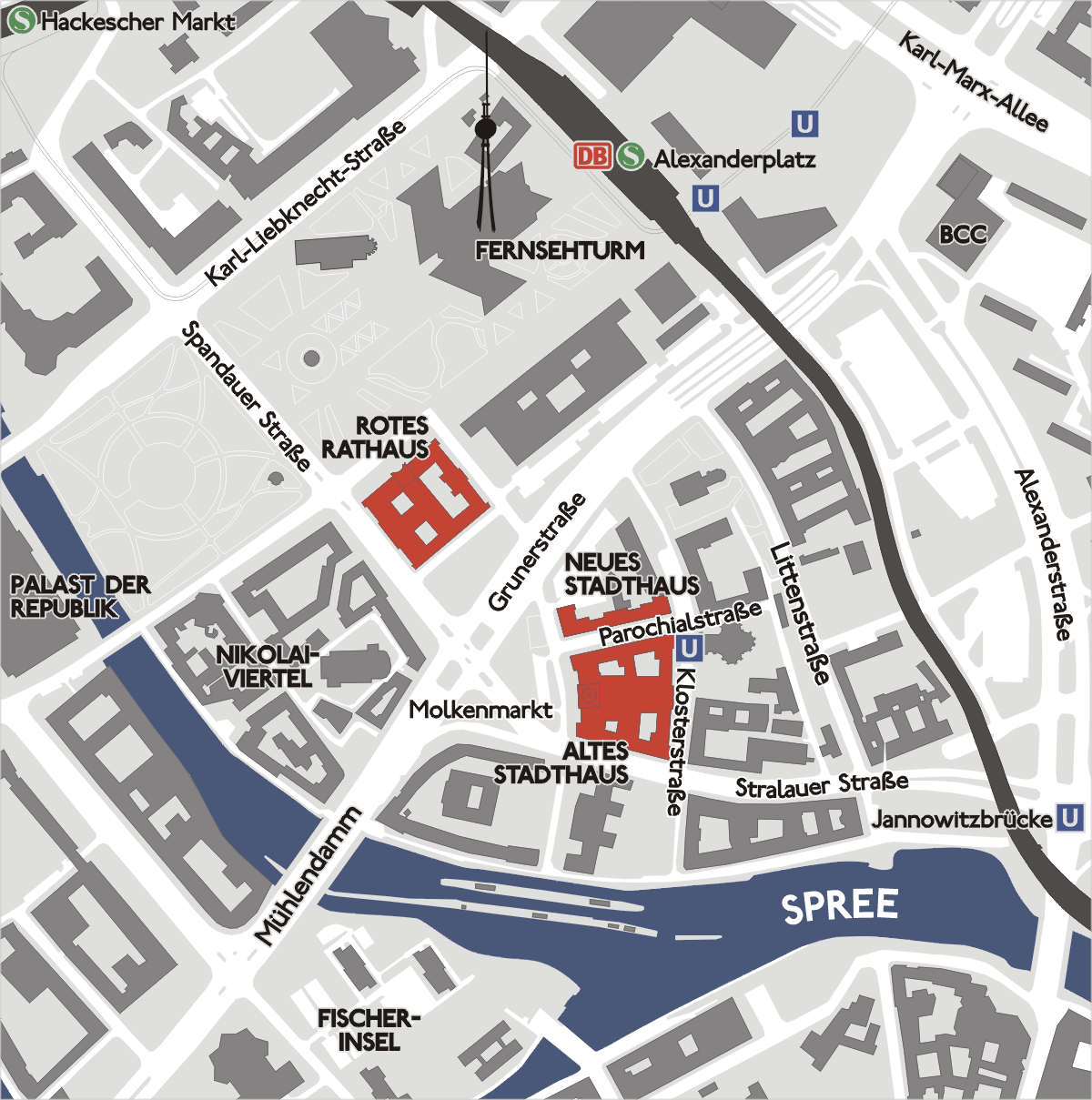
Lage des Roten Rathauses, des Neuen und des Alten Stadthauses in Berlin

Das Neue Stadthaus ist die Bezeichnung eines Berliner Verwaltungsgebäudes in der Parochialstraße im Stadtteil Mitte. Es wurde in den Jahren 1937/38 als Geschäftshaus errichtet. Ab 1945 wird es als Stadthaus genutzt. Damals, während der Alliierten Besatzungszeit, erhielt es anstatt des benachbarten Turmbauwerks am Molkenmarkt, welches der Magistrat von Groß-Berlin bisher als Stadthaus nutzte, den Namen Neues Stadthaus.

## Geschichte
Das Gebäude entstand nach den Plänen von Kurt Starck und Franz Arnous ursprünglich als ein Geschäftshaus. Die Stadtplanung des Berliner Hochbauamtes sah nach einem Entwurf Richard Ermischs von 1933 ein repräsentatives Verwaltungsforum für Berlin vor. Allerdings standen diese Baupläne erst am Anfang einer nationalsozialistischen architektonischen Entwicklung, die erst nach einigen Jahren, 1937 mit dem „Gesetz über die Neugestaltung deutscher Städte“ den Beginn einer konkreten Umsetzung erfuhr und für Berlin in die Vorstellungen einer sogenannten „Welthauptstadt Germania“ mündete. Vielmehr war diese Planung des Verwaltungsforum nicht neu, sondern baute auf Vorschlägen für die Bebauung um den Molkenmarkt, die es schon seit den 1910er Jahren gab, auf. Das Versicherungshaus, dessen erster Nutzer die Versicherung Städtische Feuersozietät war, ist eins der wenigen Bauwerke, die nach dieser Planung errichtet wurden. Unter den dafür abgerissenen Gebäuden in der Parochial- und Jüdenstraße war unter anderem das Haus Nummer 27, in dem sich bis 1933 das vom Schriftsteller und Kriegsgegner Ernst Friedrich Anfang der 1920er Jahre gegründete Anti-Kriegsmuseum befand.

## Nutzung nach 1945
Seit Ende des Zweiten Weltkriegs dient das Bauwerk als ein Verwaltungsgebäude des Magistrats von Groß-Berlin beziehungsweise seit 1990 des Berliner Senats.
Zuerst war es der Tagungsort der Stadtverordnetenversammlung von Groß-Berlin, weil in diesem Versicherungsgebäude in der Parochialstraße ein unzerstört gebliebener Sitzungssaal in Berlins Stadtmitte vorhanden war. Die beiden in der Nähe befindlichen städtischen Häuser Rotes Rathaus und das benachbarte bisherige Neue Stadthaus am Molkenmarkt waren wegen erheblicher Kriegsschäden nicht mehr als Tagungsort geeignet.
Heute befindet sich in dem Gebäude mit dem Standesamt Mitte von Berlin eines der größten Standesämter in Deutschland.